# Рольф-Вернер Венц
Рольф-Вернер Венц (нім. Rolf-Werner Wentz; 1 січня 1920, Любек — 27 липня 2012, Бонн) — німецький офіцер-підводник, оберлейтенант-цур-зее крігсмаріне, фрегаттен-капітан бундесмаріне.

## Біографія
16 вересня 1939 року вступив на флот. З 1 лютого по 21 вересня 1941 року пройшов курс підводника. З 22 вересня 1941 року — навчальний офіцер в 1-му навчальному дивізіоні підводних човнів. 2 грудня 1941 року направлений на будівництво підводного човна U-380. З 22 грудня 1941 року — 2-й, з 27 травня 1943 року — 1-й вахтовий офіцер на U-380, на якому взяв участь у вісьмох походах, під час яких були потоплені 2 кораблі загальною водотоннажністю 14 063 тонн і пошкоджені 2 кораблі (14 369 тонн). З 1 жовтня по 22 листопада 1943 року пройшов курс командира човна. З грудня 1943 року — інструктор зі стрільби навчального з'єднання вищого командування торпедних училищ в Травемюнде. З 1 грудня 1944 року — командир U-963, на якому здійснив 2 походи (разом 78 днів у морі) .під час другого походу 20 травня 1945 року наказав затопити човен біля Назаре і того ж дня був інтернований португальською владою. Потім був переданий британській владі. 9 травня 1948 року звільнений.

## Звання
- Кандидат в офіцери (16 вересня 1939)
- Морський кадет (1 лютого 1940)
- Фенріх-цур-зее (1 липня 1940)
- Оберфенріх-цур-зее (1 липня 1941)
- Лейтенант-цур-зее (1 березня 1942)
- Оберлейтенант-цур-зее (1 жовтня 1943)

## Нагороди
- Залізний хрест
  - 2-го класу (12 жовтня 1942)
  - 1-го класу (7 липня 1943)
- Нагрудний знак підводника (23 листопада 1942)
- Фронтова планка підводника
  - в бронзі (20 листопада 1944)
  - в сріблі (18 квітня 1945)